# Af Jochnick
af Jochnick är en ursprungligen polsk släkt från Danzig. Översten Jonas af Jochnick (1783–1833) erhöll svenskt adelskap 1822 och introducerades på Sveriges Riddarhus år 1827 med ättenummer 2301. I enlighet med § 37 i 1809 års regeringsform innehar endast ättens huvudman adlig värdighet.

## Medlemmar av släkten
- Adolf af Jochnick (1870–1943), ämbetsman och företagsledare*
- Anton af Jochnick (1833–1899), militär
- Cecilia af Jochnick (född 1952), författare och skribent
- Jonas af Jochnick (1937–2019), företagare
- Kerstin af Jochnick (född 1958), nationalekonom och ämbetsman
- Robert af Jochnick (född 1940), företagare
- Walter af Jochnick (1825–1899), militär och läroboksförfattare

Note * Person som var huvudman